# Champsocephalus gunnari
Champsocephalus gunnari is een straalvinnige vis uit de familie van Channichthyidae en behoort derhalve tot de orde van baarsachtigen (Perciformes). De vis kan maximaal 66 cm lang en 2000 gram zwaar worden.

## Leefomgeving
Champsocephalus gunnari is een zoutwatervis. De vis prefereert een polair klimaat en leeft hoofdzakelijk in de Atlantische Oceaan. De diepteverspreiding is 0 tot 700 m onder het wateroppervlak.

## Relatie tot de mens
Champsocephalus gunnari is voor de visserij van beperkt commercieel belang. In de hengelsport wordt er weinig op de vis gejaagd.